# UFC 117
UFC 117: Silva vs Sonnen foi um evento Artes Marciais Mistas promovido pelo Ultimate Fighting Championship, em 7 de agosto de 2010 no Oracle Arena em Oakland, Califórnia, EUA.

## Resultados
Nota 1 Pelo Cinturão Peso Médio do UFC; Sonnen mostrou altos níveis de testosterona no exame antidoping.

## Bônus da Noite
Lutadores receberam um bônus de $60,000.
- Luta da Noite:  Anderson Silva vs.  Chael Sonnen
- Nocaute da Noite:  Stefan Struve
- Finalização da Noite:  Anderson Silva